# Rudolf Geyer
Rudolf Geyer (ur. 21 października 1897 w Ostrowie, zm. w kwietniu 1940 w Charkowie) – major piechoty Wojska Polskiego, kawaler Orderu Virtuti Militari, ofiara zbrodni katyńskiej.

## Życiorys
Syn Jakuba i Józefy z Pierożyńskich. W latach 1915–1918 walczył w szeregach armii Austro-Węgier m.in. na terenie Hercegowiny, we Włoszech, a pod koniec wojny na froncie rosyjskim. Jego oddziałem macierzystym był batalion strzelców polnych nr 4. Na stopień podporucznika został mianowany ze starszeństwem z 1 listopada 1917 w korpusie oficerów rezerwy piechoty. W czasie służby wojskowej w armii ukończył rozpoczęte przed wojną gimnazjum.
W 1918 roku zgłosił się na ochotnika do Wojska Polskiego i został przydzielony do 5 pułku piechoty Legionów, w którego szeregach walczył w wojnie polsko-bolszewickiej jako dowódca kompanii. Z dniem 1 lutego 1920 został warunkowo, aż do zakończenia prac Komisji Weryfikacyjnej awansowany do stopnia porucznika. 
Później został przeniesiony do 41 pułku piechoty. 3 maja 1922 został zweryfikowany w stopniu porucznika ze starszeństwem z dniem 1 czerwca 1919 i 1263. lokatą w korpusie oficerów piechoty. 26 lutego 1925 został przeniesiony do Korpusu Ochrony Pogranicza. 3 maja następnego roku awansował do stopnia kapitana ze starszeństwem z dniem 1 lipca 1925 i 204. lokatą w korpusie oficerów piechoty. W marcu 1931 został przeniesiony z KOP do 11 pułku piechoty w Tarnowskich Górach. W 1934 został przeniesiony do II batalionu 11 pp detaszowanego w Szczakowej. Na stopień majora został mianowany ze starszeństwem z dniem 19 marca 1939 i 7. lokatą w korpusie oficerów piechoty. Pełnił wówczas służbę na stanowisku komendanta 111 Obwodu Przysposobienia Wojskowego (w Zawierciu przy 11 pp) i jednocześnie dowódcy Zawierciańskiego Batalionu Obrony Narodowej.
W sierpniu 1939 roku został sformowany 201 pułk piechoty, którego dowódcą został podpułkownik Władysław Adamczyk. Jako pierwszy batalion pułku został wcielony do jednostki batalion ON „Zawiercie”. 
W kampanii wrześniowej pułk walczył w składzie 55 Dywizji Piechoty. W bitwie pod Tomaszowem Lubelskim major Rudolf Geyer został ranny. Za udział w walkach z Niemcami odznaczony Krzyżem Srebrnym Orderu Wojennego Virtuti Militari. Po agresji ZSRR na Polskę  w nieznanych okolicznościach dostał się do niewoli sowieckiej. Przebywał w obozie w Starobielsku. Wiosną 1940 został zamordowany przez funkcjonariuszy NKWD w Charkowie i pogrzebany potajemnie w bezimiennej mogile zbiorowej w Piatichatkach, gdzie od 17 czerwca 2000 mieści się oficjalnie Cmentarz Ofiar Totalitaryzmu w Charkowie. Figuruje na Liście Starobielskiej NKWD pod pozycją 799.
5 października 2007 minister obrony narodowej Aleksander Szczygło mianował go pośmiertnie na stopień podpułkownika. Awans został ogłoszony 9 listopada 2007 w Warszawie, w trakcie uroczystości „Katyń Pamiętamy – Uczcijmy Pamięć Bohaterów”.

## Ordery i odznaczenia
- Krzyż Srebrny Orderu Wojennego Virtuti Militari (30 września 1939)
- Krzyż Walecznych[24]
- Srebrny Krzyż Zasługi (31 października 1928)[25][24]
- Krzyż Wojskowy Karola (Austro-Węgry)[26]